# ميدالية ألفار آلتو
أُنشئت ميدالية ألفار آلتو في عام 1967 بالمشاركة بين المتحف الفنلندي للعمارة ورابطة المعماريون الفنلندية وجمعية العمارة الفنلندية. تُمنح الميدالية منذ ذلك الحين على فترات متباعدة لتكريم اسم الراحل ألفار آلتو، والذي كان يبلغ من العمر وقت بدء العمل بهذه الميدالية 69 عاما. يتطلب منح الميدالية أن يكون المرشح قد أضاف إضافة ملموسة وذات أثر كبير على العمارة. كانت الجائزة توزع في البداية كل ثلاث سنوات ضمن فعاليات ندوة ألفار آلتو في مسقط رأسه يوفاسكولا. مؤخرا، تقام مراسم الجائزة يوم ميلاد المعماري ألفار في الثالث من فبراير والذي يوافق حاليا اليوم الوطني للعمارة بفنلندا.

## الحاصلون على ميدالية ألفار آلتو
| العام | الفائز بالجائزة                    | الجنسية          |
| ----- | ---------------------------------- | ---------------- |
| 1967  | ألفار آلتو                         | فنلندا           |
| 1973  | Hakon Ahlberg                      | السويد           |
| 1978  | جيمس ستيرلنغ                       | المملكة المتحدة  |
| 1982  | يورن أوتسون                        | الدنمارك         |
| 1985  | تاداو أندو                         | اليابان          |
| 1988  | ألفارو سيزا                        | البرتغال         |
| 1992  | غلين موركوت                        | أستراليا         |
| 1998  | ستيفن هول                          | الولايات المتحدة |
| 2003  | Rogelio Salmona                    | كولومبيا         |
| 2009  | Tegnestuen Vandkunsten             | الدنمارك         |
| 2012  | Paulo David                        | البرتغال         |
| 2015  | Fuensanta Nieto و Enrique Sobejano | إسبانيا          |